# Gwiazdozbiór Lutni
Lutnia (łac. Lyra, dop. Lyrae, skrót Lyr) – jeden z charakterystycznych gwiazdozbiorów nieba północnego na półkuli północnej, 52. co do wielkości, znany już w starożytności. W Polsce widoczny od wiosny do jesieni. Liczba gwiazd dostrzegalnych nieuzbrojonym okiem: około 45.

## Pochodzenie nazwy

Ilustracja Hugo Grocjusza

Przedstawia on lutnię (a raczej lirę) najsłynniejszego mitologicznego śpiewaka Orfeusza, którą otrzymał od swego ojca Apolla. Lutnia jest pierwszym takim instrumentem, stworzonym przez Hermesa ze skorupy żółwia, który później dostał w prezencie Orfeusz. Jego muzyka czarowała wszystkie stworzenia. Nie oparli się jej urokowi i strażnicy Hadesu, dzięki czemu Orfeusz bez przeszkód przeszedł obok nich, by ratować swoją żonę Eurydykę, którą ukąsiła żmija. Pluton zgodził się uwolnić młodą kobietę z podziemnego świata, ale ostrzegł Orfeusza, by nie oglądał się za siebie, kiedy będą wchodzili do świata żywych. Gdy Orfeusz dotarł do światła słonecznego, z radości zwrócił się do Eurydyki po to tylko, by zobaczyć, jak znika w jaskini. Zbyt szybko się odwrócił i stracił ją na zawsze, bo dopóki żył, zabroniono mu wchodzić do podziemi. Zrozpaczony wędrował potem po Ziemi, grając na swej lutni. Orfeusz swoją muzyką oczarował nawet strumienie i skały. Na XIX-wiecznym obrazie poskramia swymi pieśniami dzikie zwierzęta. Instrument umieszczono na niebie po śmierci artysty, na pamiątkę jego gry, którą wzruszał i zapewniał spokój i harmonię w przyrodzie. Muzy miały zanieść szczątki rozszarpanego ciała Orfeusza pod górę Olimp, lirę zaś zaniosły do gwiazd.
Arabscy astronomowie widzieli w tym miejscu orła lub sępa. W dawnych atlasach nieba zamieszczano figuralne wizerunki gwiazdozbiorów wkomponowane w gwiazdy. Na jednej z kart atlasu Firmamentum Sobiescianum Jana Heweliusza gwiazdozbiór Lutni jest przedstawiony w postaci orła trzymającego w szponach lirę. Orzeł nawiązuje do staroarabskiej nazwy całej konstelacji oraz jej najjaśniejszej gwiazdy – Wegi.

## Gwiazdy Lutni
Charakterystyczny równoległobok gwiazd tworzy kształt ramy niebiańskiego instrumentu. Z gwiazd, które będą w przyszłości wskazywały biegun północny, Wega – Alfa (α) Lutni o wielkości 0,03, jest zdecydowanie najjaśniejsza (piąta co do jasności na nocnym niebie). Pozostałe cztery gwiazdy, tworzące charakterystyczny trapez, należą do trzeciej i czwartej wielkości gwiazdowej. Są to kolejno: Gamma, Beta, Delta i Zeta Lyrae.
- Lekko niebieskawa dla nieuzbrojonego oka, około 40 razy jaśniejsza od Słońca, i jednocześnie jedna z najbliższych Układowi Słonecznemu, Wega („Spadający Sęp”), tworząca wraz z Altairem z Orła oraz Denebem z Łabędzia typową formację nieba letniego – trójkąt letni[7]. To odległy o 25 lat świetlnych karzeł[5] i za 10 tysięcy lat stanie się kolejną Gwiazdą Polarną[8]. Wega około 14 tysięcy lat temu była już gwiazdą biegunową. Astronomowie używali jej do oceny barw i jasności innych gwiazd. Wciąż stosowana jest jako „punkt zerowy” dla jasności w wielu systemach fotometrycznych. Obserwacje w podczerwieni obserwatorium orbitalnego IRAS oraz Kosmicznego Teleskopu Spitzera wykazały obecność dwóch pasów obiektów wokół gwiazdy – komet krążących relatywnie daleko od Wegi oraz planetoid znajdujących się na orbitach blisko niej. Była zauważana jako ważna gwiazda przez arabskich astronomów, dawnych mieszkańców Polinezji, Asyryjczyków, w chińskiej i hinduskiej mitologii[5].
- Druga co do jasności gwiazda to Gamma (γ) Lyr znana również jako Sulafat, co oznacza po arabsku żółwia. To olbrzym 15 razy większy niż Słońce, o biało-niebieskiej barwie i temperaturze efektywnej około 10 tysięcy kelwinów[5].
- Trzecia co do jasności – Beta Lyrae (Sheliak, jest to arabska nazwa całej konstelacji) to gwiazda zmienna zaćmieniowa, zmieniająca wielkość od 3,4 do 4,3 w ciągu 12,94 dni. Odkrył to w roku 1784 brytyjski miłośnik astronomii John Goodricke. Oba składniki tej gwiazdy podwójnej znajdują się w tej samej otoczce gazowej. Przyciąganie grawitacyjne i szybka rotacja powoduje, że obie są elipsoidalne. Wielkość bety zmienia się w sposób ciągły w zależności od zmiennych pól przekroju gwiazd widzianych z naszego kierunku oraz wzajemnych zaćmień. Trzeci składnik ma wielkość 9,9 i jest oddalony o 86 sekund łuku. Gwiazda ta jest polecana do obserwacji dla początkujących obserwatorów gwiazd zmiennych – porównania najlepiej wykonywać przez niewielką lornetkę[5].
- Delta Lutni jest optyczną parą gwiazd, które dzieli odległość równa mniej więcej jednej trzeciej średnicy Księżyca. Jaśniejszy składnik Delta-2 jest czerwoną gwiazdą typu M, słabszy towarzysz Delta-1 ma barwę białą[5]. Są to najjaśniejsze klejnoty w rzadkiej gromadzie otwartej Stephenson 1. Duże teleskopy pokażą kilka innych niebieskawych gwiazd i jedną gwiazdę pomarańczową[1].
- Epsilon Lutni, nazywana czasem Double Double, czyli podwójnie podwójna, to sławna gwiazda poczwórna. Lornetka rozdzieli ją na dwie gwiazdy piątej wielkości[1].
- Godna uwagi gwiazda zmienna to R Lyrae – czerwony olbrzym o półregularnym charakterze krzywej zmian blasku. Gwiazda jest tak czerwona, że w podczerwieni jest jaśniejsza niż na przykład Wega. Typowa jasność tej gwiazdy to 4,2m, a zmienia ona blask w granicach 3,9 – 5m[5].

## Interesujące obiekty
Najsłynniejszym obiektem w Lutni jest Mgławica Pierścień (inaczej NGC 6720 lub M57), typowa mgławica planetarna, której materia, odrzucona przed 20 tysiącami lat, oddala się z prędkością około 20 km/s od centralnej gwiazdy, białego karła 14 wielkości gwiazdowej. Znajduje się pomiędzy Gamma a Beta Lyr, niemal dokładnie w połowie odległości między nimi. Jest to najsłynniejsza mgławica planetarna. Z trudem można ją zobaczyć przez lornetkę, jest to raczej obiekt do obserwacji przez teleskop.
Innym interesującym obiektem jest gromada kulista M56, która znajduje się na linii między Albireo (Beta Cygni) a Gamma Lyrae. Gromada znajduje się w odległości około 33 tysięcy lat świetlnych i zawiera około 250 tysięcy gwiazd. Najjaśniejsze gwiazdy gromady są możliwe do dostrzeżenia za pomocą 30-centymetrowego teleskopu.
W mitologii chińskiej gwiazdozbiór Lutni jest nazywany chiń. 織女; pinyin Zhinü; dosł. „Tkaczka”.

## Rój meteorów
Słaby kwietniowy rój, zwany lirydami, których ciałem macierzystym jest kometa Thatchera. Można spodziewać się kilku zjawisk na godzinę.

## Lutnia w kinematografii
- W gwiazdozbiorze tym miała znajdować się planeta K-Pax z filmu pod tytułem K-PAX, w którym główną rolę grał Kevin Spacey.
- W książce Carla Sagana Kontakt z układu planetarnego tej gwiazdy odebrano sygnał pozaziemskiej cywilizacji. Na podstawie tej książki powstał film pod tym samym tytułem w reżyserii Roberta Zemmeckisa[5].
- W filmie „Aniara” w reżyserii Pelli Kågerman i Hugo Lilja, statek, którym lecą bohaterowie filmu dociera do gwiazdozbioru Lutni.